# Vadakara
Vadakara è una suddivisione dell'India, classificata come municipality, di 75.740 abitanti, situata nel distretto di Kozhikode, nello stato federato del Kerala. In base al numero di abitanti la città rientra nella classe II (da 50.000 a 99.999 persone).

## Geografia fisica
La città è situata a 11° 35' 57 N e 75° 34' 52 E.

## Società

### Evoluzione demografica
Al censimento del 2001 la popolazione di Vadakara assommava a 75.740 persone, delle quali 36.457 maschi e 39.283 femmine. I bambini di età inferiore o uguale ai sei anni assommavano a 8.572, dei quali 4.336 maschi e 4.236 femmine. Infine, coloro che erano in grado di saper almeno leggere e scrivere erano 62.531, dei quali 30.987 maschi e 31.544 femmine.